# Dorsiflexão

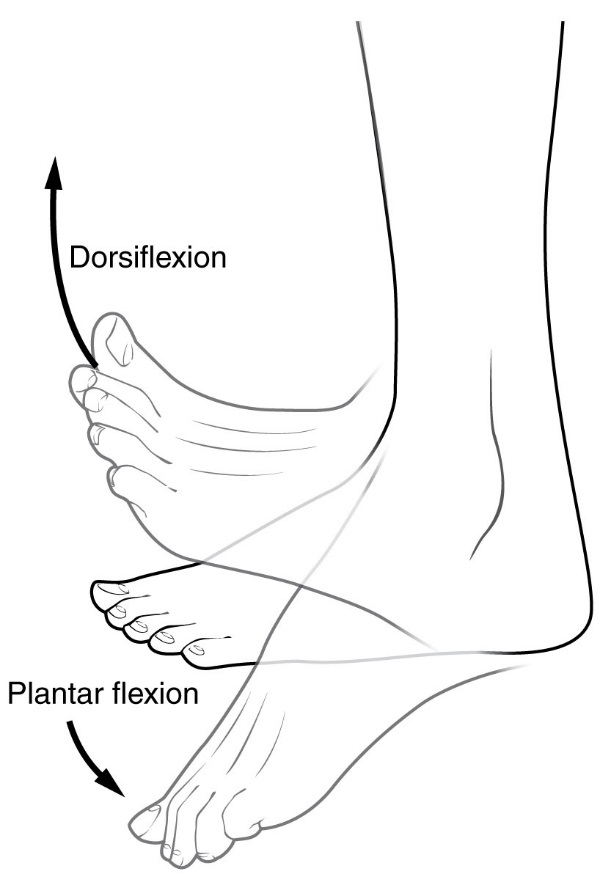
Dorsiflexão e flexão plantar

Dorsiflexão ou flexão dorsal é um movimento da articulação do tornozelo que se refere à flexão entre o pé e a superfície do corpo (parte anterior do membro inferior). Na dorsiflexão, os dedos do pé são movidos em direção à perna. Isto reduz o ângulo entre o dorso do pé e a perna. Por exemplo, ao se caminhar sobre os calcanhares, diz-se que os tornozelos estão em dorsiflexão (15 a 20 graus). O movimento antagônico à dorsiflexão é a flexão plantar.